# Karl Smeykal

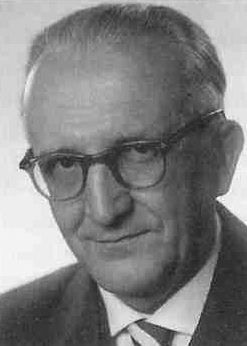
Karl Smeykal

Karl Smeykal (* 11. September 1900 in München; † 22. Dezember 1980 in Leuna) war ein deutscher Chemiker.

## Leben
Karl Smeykal studierte Chemie an der Technischen Hochschule München. Als Mitarbeiter von Hans Fischer wurde er dort promoviert. 1926 trat Smeykal in die BASF Ludwigshafen am Rhein ein. 1929 wurde er zum Ammoniakwerk Merseburg in Leuna versetzt, den späteren Leuna-Werken, wo er ab 1930 in der Forschung tätig war. Ab 1933 wirkte Smeykal maßgeblich am Aufbau der ersten Aminfabrik in Leuna und an der technischen Realisierung der Sulfochlorierung von Paraffinkohlenwasserstoffen und der darauf aufbauenden Herstellung des synthetischen Tensids und Waschmittelgrundstoffs E 30 mit. Nach Kriegsende wurde er zunächst mit dem Aufbau der Pharmazeutischen Abteilung betraut, ehe er von 1946 bis 1954 im Rahmen der Operation OSOAWIACHIM zur wissenschaftlichen Arbeit in der Sowjetunion verpflichtet wurde. Seine Aufenthaltsorte dort waren Leningrad (1946–1952) und Rubischne (1952–1954).
Smeykal leitete ab 1954 das Zentrale Versuchslaboratorium, die spätere Forschungsabteilung Petrolchemie und Organische Zwischenprodukte der Leuna-Werke. Maßgeblich wirkte Smeykal an der Synthese von Formamid und Dimethylformamid mit, die großtechnisch realisiert wurde.
1960 erhielt er den Nationalpreis der DDR, und 1965 wurde ihm die Ehrendoktorwürde der Technischen Hochschule Merseburg verliehen.

## Publikationen (Auswahl)
- Fischer H, Smeykal K: Einige neue am Stickstoff substituierte Pyrrol-aldehyde und über Oxindol-aldehyde, Berichte der Deutschen Chemischen Gesellschaft 56 (1923) 2368–2378.
- Fischer H, Smeykal K: Zur Kenntnis der Di-beta-pyrryl-methene, Berichte der Deutschen Chemischen Gesellschaft 57 (1924) 544–550.
- Freudenberg K, Smeykal K: Zur Kenntnis der Aceton-Zucker, VII.: Die Konstitution der Diaceton-galaktose, Berichte der deutschen chemischen Gesellschaft 59 (1926) 100–107.
- Smeykal K, Baltz H, Fischer H: Über die Autooxydation der tertiären Ester der phosphorigen Säure, Journal für Praktische Chemie 22 (1963) 186–191.
- Smeykal K, Pritzkow W, Mahler G, Kretschmann K, Rühlmann E: Über die Nitrosodecarboxylierung aliphatischer Carbonsäuren, Journal für Praktische Chemie 30 (1965) 126–130.

## Patente (Auswahl)
- Patent  DE727289C: Spalten von Mineralölemulsionen. Angemeldet am 19. Mai 1940, veröffentlicht am 30. Oktober 1942, Anmelder: IG Farbenindustrie AG, Erfinder: Karl Smeykal, Friedrich Asinger.‌
- Patent  DE715846C: Herstellung von organischen Schwefelverbindungen. Angemeldet am 10. Juni 1938, veröffentlicht am 8. Januar 1942, Anmelder: IG Farbenindustrie AG, Erfinder: Paul Herold, Karl Smeykal, Friedrich Asinger, Horst Dietrich Frhr. v. d. Horst.‌
- Patent  US2059495A: Catalytic purification of oxygencontaining hydrogenation products of oxides of carbon. Angemeldet am 29. November 1932, veröffentlicht am 3. November 1936, Anmelder: IG Farbenindustrie AG, Erfinder: Karl Smeykal.‌

| Personendaten    | Personendaten      |
| ---------------- | ------------------ |
| NAME             | Smeykal, Karl      |
| KURZBESCHREIBUNG | deutscher Chemiker |
| GEBURTSDATUM     | 11. September 1900 |
| GEBURTSORT       | München            |
| STERBEDATUM      | 22. Dezember 1980  |
| STERBEORT        | Leuna              |